# 富士夢幻航空
富士夢幻航空（日語：フジドリームエアラインズ），是一間位於日本靜岡縣的民營航空公司。目前提供日本國內航線，除了自營航班之外，也與日本航空共享航班。機上提供雜誌《DREAM3776》與和菓子、静岡茶。

## 航線
富士夢幻航空營運以下日本國內定期航班：
- 靜岡－札幌/新千歲（季節性）、札幌/丘珠（季節性）、福岡、鹿兒島
- 名古屋/小牧－青森、花卷、山形、新潟、出雲、高知、北九州、福岡、熊本
- 松本－札幌/新千歲、福岡
- 福岡－新潟

## 機隊
截至2025年6月，富士夢幻航空的機隊平均機齡10.6年，擁有以下飛機：

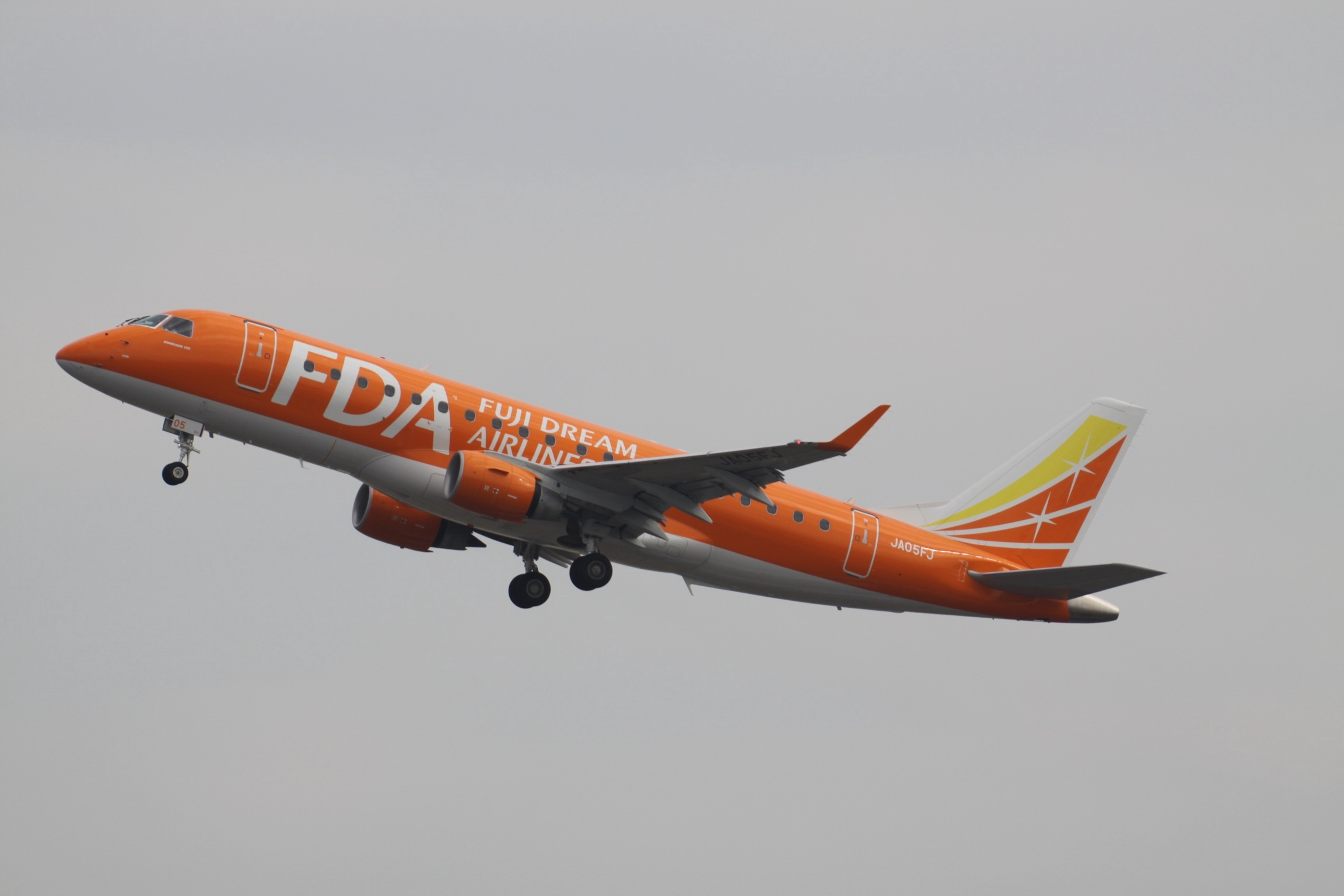
富士夢幻航空E-175型客機
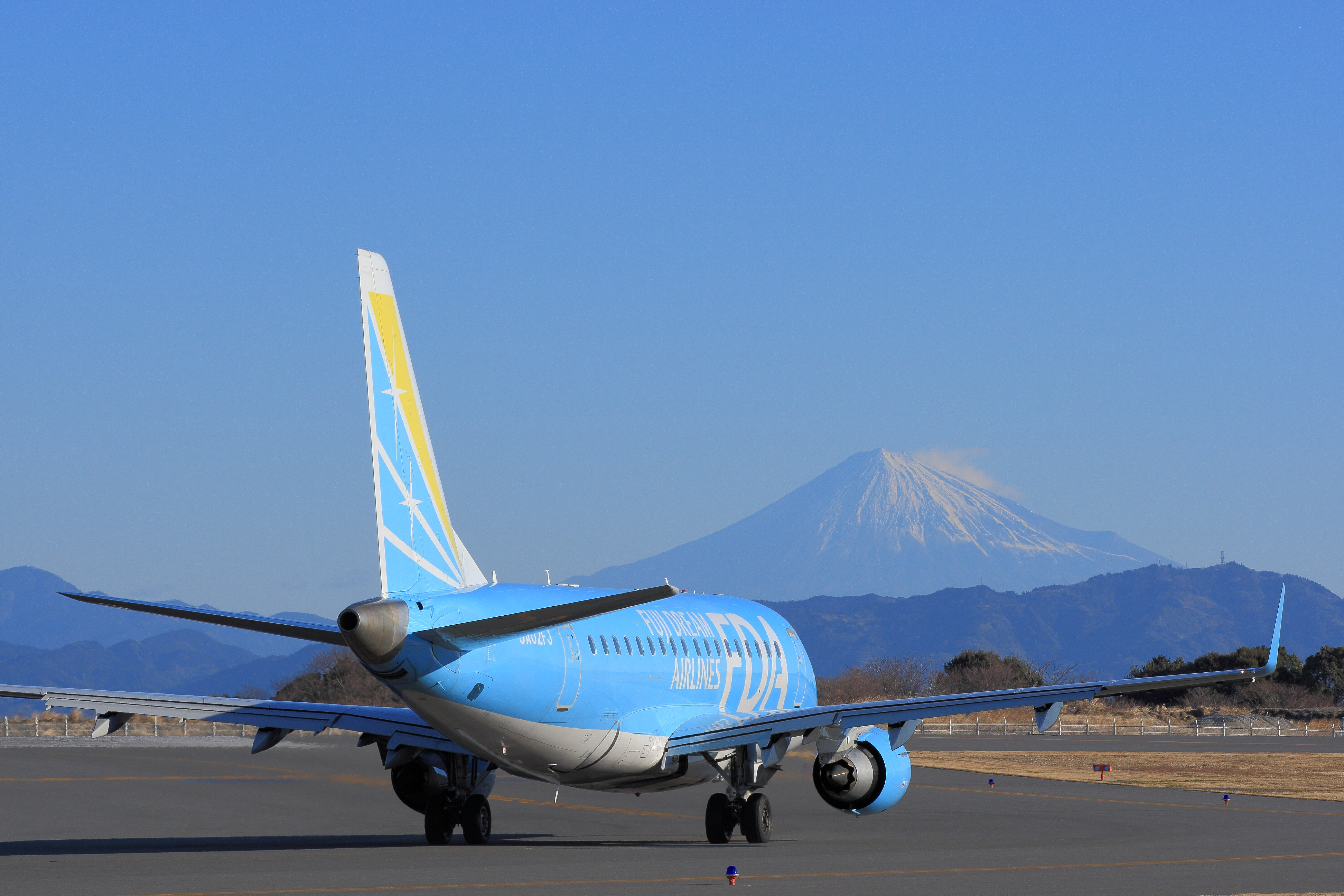
富士夢幻航空E-170型客機

## 外部連結
- 富士夢幻航空官方網站 （页面存档备份，存于）（日語）（英文）